# Вирджиния де Медичи
Вирджѝния де Мèдичи (на италиански: Virginia de' Medici; * 29 май 1568, Флоренция, Велико херцогство Тоскана; † 15 януари 1615, Модена, Херцогство Модена и Реджо) е принцеса от рода Медичи, чрез брак херцогиня на Ферара, херцогиня на Модена и Реджо, суверенна херцогиня на Карпи, херцогиня на Свещената Римска империя, херцогиня на Монтаржи и Шартър, графиня на Жизора и виконтеса на Кан, Байо и Фалез.

## Произход
Тя е дъщеря на Козимо I де Медичи, велик херцог на Тоскана (* 1519, † 1574), и на неговата метреса и морганатична съпруга Камила Мартели († 1574). Баща ѝ е син на известния кондотиер Джовани дале Банде Нере и Мария Салвиати, внучка на Лоренцо Великолепни. Майка ѝ принадлежи към влиятелните фамилии на флорентинските патриции Мартели и Содерини, и е дъщеря на Антонио Мартели и Фиамета дей Содерини.
Има седем полубратя и четири полусестри от първия брак на баща си, сред които Франческо I, 2-ри велик херцог на Тоскана, Лукреция, херцогиня на Ферара, Модена и Реджо, Фердинандо I, трети велик херцог на Тоскана, както и един полубрат и две полусестри от две негови извънбрачни връзки.

## Биография
Вирджиния е родена след абдикацията на баща си в полза на нейния полубрат Франческо. На 29 март 1570 г. във Флоренция, по съвет на папа Пий V, Козимо I сключва морганатичен брак с майка ѝ. Това му позволява да легитимира Вирджиния на базата на „за последващи действия“. От този момент нататък тя живее с родителите си, през лятото във Вила на Медичите в Кастело близо до Флоренция, а през зимата в Пиза. Законните деца на Великия херцог се отнасят към майка ѝ с враждебност и веднага след смъртта на баща им я затварят в манастир.
След като Вирджиния навършва пълнолетие, висши членове на Дом Медичи започват преговори с Дом Сфорца за нейния брак. Тя е сгодена за Франческо Сфорца, граф на Санта Фиора, но сватбата не се състои, тъй като младоженецът предпочита църковната кариера и става кардинал. Тогава е решено да я омъжат за представител на Дом Есте. Този съюз трябва да подобри отношенията между двете семейства и да пробие изолацията на Великото херцогство Тоскана от другите италиански държави. Полубрат ѝ кардинал Фердинандо, бъдещ велик херцог на Тоскана, урежда с кардинал Луиджи д’Есте брака на негов племенник и Вирджиния. Бианка Капело, втората съпруга на великия херцог Франческо I, изиграва голяма роля в сключването на този съюз.

### Брак
На 6 февруари 1586 г. Вирджиния е омъжена за Чезаре д’Есте, бъдещ номинален херцог на Ферара, херцог на Модена и Реджо от 1597 г., суверенен принц на Карпи, принц на Свещената Римска империя, херцог на Монтаржи и Шартър, маркграф на Монтекио, граф на Жизор, виконт на Кан, Байо и Фалез, господар на Сасуоло. В чест на това събитие във Флоренция е премиерата на комедията „Приятелят на Фидо“ с интерлюдия към поезия и музика от Джовани Барди и музика от Алесандро Стриджо Старши и Кристофано Малвеци, а във Ферара поетът Торкуато Тасо посвещава кантата на младоженците. От този брак се раждат 10 деца.
В края на февруари 1586 г. Вирджиния и Чезаре пристигат във Ферара. Те отсядат в Палацо Диаманти, който им е даден от кардинал Луиджи д'Есте, чичото на съпруга, който по-късно му завещава цялото си имущество. В брака Вирджиния получава и губи редица титли. През 1587 г. Чезаре става втори маркграф на Монтекио и тя съответно става маркграфиня. След потискането на законната линия на Дом Есте чрез усилията на чичо му Алфонсо II, който не оставя преки наследници, Чезаре наследява всички притежания на дома. Така от 27 октомври 1597 г. Вирджиния носи титлите на херцогиня на Ферара, херцогиня на Модена и Реджо, суверенна херцогиня на Карпи, херцогиня на Свещената Римска империя, херцогиня на Монтаржи и Шартър, графиня на Жизора и виконтеса на Кан, Байо и Фалез. Въпреки това, ако император Рудолф II признава правото на съпруга ѝ на владения в империята, то папа Климент VIII не признава суверенитета му върху владенията на дома в Папската държава. На 15 януари 1598 г. Херцогство Ферара е премахнато. Дворът се мести в Модена. През 1599 г. Чезаре получава Сеньория Сасуоло. През 1601 г. парламентът на Париж го лишава от всички владения и титли в Кралство Франция.

### Лудост и смърт
През 1596 г. в поведението на Вирджиния се появяват първите признаци на лудост. Пристъпите на болестта я съпътстват до смъртта ѝ. Въпреки това тя перфектно се справя със задълженията на майка на голямо семейство и се оказва интелигентна и далновидна владетелка. През януари 1601 г., в отсъствието на херцога, който е в Реджо, бременната херцогиня управлява Модена сама. По това време тя спира опита от страна на подеста и съдията на Модена да лишат града от самоуправление. Въпреки това Вирджиния не се научава да контролира изблиците си. През март 1608 г., когато нейният изповедник, йезуитът Джером Бондинари нарича херцогинята „обладана“, тя го напада с писъци и почти го пребива с пръчка до смърт. Проведени са ѝ сеанси за екзорсизъм, по време на които се оказва, че причина за психическото разстройство на Вирджиния е това, че тя е омъжена против волята си. Болезненото състояние на херцогинята се влошава поради изневярата на съпруга ѝ. Прогонването на нейните демони окончателно подлудява Вирджиния. Разумът се завръща у нея едва в деня на смъртта ѝ. На смъртния си одър тя благославя всичките си деца и умира тихо на 15 януари 1615 г. в Модена на 46-годишна възраст. Има слухове, че е била отровена от съпруга си. На погребението на 27 февруари в Катедралата на Модена йезуитът Агостино Маскарди чете епитафия за починалата херцогиня. Тя е погребана в гробницата на Дом Есте в църквата „Сан Виченцо“ в Модена.
Дъщерите на Вирджиния – Лаура, принцеса на Мирандола и маркграфиня на Конкордия, и Анджела (монахиня Анджела Катерина), като майка си, страдат от психични заболявания, които се проявяват в зряла възраст.

## Памет
Вирджиния де Медичи е главната героиня на бестселъра от 2010 г. на италианската писателка Киара Гуидарини „Аз, Вирджиния“ (Io, Virginia).

## Брак и потомство
∞ 6 февруари 1586 за Чезаре д’Есте (* 8 октомври 1552, † 11 декември 1628), бъдещ номинален херцог на Ферара, херцог на Модена и Реджо от 1597 г., суверенен принц на Карпи, принц на Свещената Римска империя, херцог на Монтаржи и Шартър, маркграф на Монтекио, граф на Жизор, виконт на Кан, Байо и Фалез, господар на Сасуоло, син на Алфонсо д'Есте, маркграф на Монтекио, и на Джулия дела Ровере, принцеса на Урбино, от когото има шест сина и четири дъщери:
- Джулия д'Есте (* 22 май 1588, Ферара; † 1645), принцеса на Модена и Реджо, неомъжена
- Алфонсо д'Есте (* 22 октомври 1591, Ферара; † 24 май 1644, Кастелнуово ди Гарфаняна), херцог на Модена и Реджо под името Алфонсо III, суверенен принц на Карпи, принц на Свещената Римска империя, маркграф на Монтекио и господар на Сасуоло; ∞ за принцеса Изабела Савойска (* 2 март 1591, † 22 август 1626), след чиято смърт става капуцински монах под името брат Йоан Кръстител от Модена
- Луиджи д'Есте (* 27 март 1594, Ферара; † 1 януари 1664, Модена), принц на Модена и Реджо, маркграф на Монтекио, маркграф на Скандиано, генерал в армиите на Свещената Римска империя, Република Венеция и Херцогство Модена, господар на Модена;
- Лаура д'Есте (* 24 март 1594, Ферара; † 14 ноември 1630, Мирандола), принцеса на Модена и Реджо, ∞ за Алесандро I Пико дела Мирандола (* 1566, † 2 декември 637), принц на Мирандола и Конкордия и маркграф на Конкордия
- Катерина д'Есте (* 1595, † 1618), принцеса на Модена и Реджо, умира в млада възраст;
- Иполито Джеминиано д'Есте (* 1599; † 1647), принц на Модена и Реджо, рицар на Малтийския орден, командир на Ордена на Светия гроб Господен в Йерусалим
- Николо Пиетро д'Есте (* 1601, Модена; † 1640, Неапол), принц на Модена и Реджо, капитан в армията на Свещената Римска империя; ∞ за Звева д'Авалос д'Акино д'Арагона (* 25 февруари 1594, † 4 юли 1641), овдовяла принцеса на Конка
- Борсо д'Есте (* 1605, Модена; † 28 декември 1657, Кастел Сан Джовани), принц на Модена и Реджо, полковник от армията на Свещената Римска империя и генерал от армията на Френското кралство, ∞ за принцеса Иполита д'Есте (* 1620, † 1656);
- Форесто д'Есте (* 1606, † 1639/1340, Модена), принц на Модена и Реджо, капитан на отряд от доброволци в армията на Свещената Римска империя;
- Анджела д'Есте († 1651, Модена), принцеса на Модена и Реджо, кларисинска монахиня под името сестра Анджела Катерина, игуменка на манастира „Света Клара“ в Карпи.[12]

- Чезаре д'Есте,
 съпруг
- Алфонсо III, 
син
- Луиджи, 
син
- Лаура, 
дъщеря